# Mladinski simfonični orkester GŠ Celje
Mladinski simfonični orkester GŠ Celje združuje najboljše glasbenike Glasbene šole Celje. Orkester deluje pod umetniškim vodstvom dirigenta Matjaža Brežnika. Ustanovljen je bil leta 1988, pred tem pa je deloval kot godalni orkester vse od ustanovitve Glasbene matice v Celju leta 1908.
V okviru simfoničnega orkestra delujejo tudi Mladinski godalni in pa Mladinski komorni orkester Glasbene šole Celje, predstavlja pa se tudi kot revijski orkester. Repertoar zajema orkestersko literaturo vseh stilnih obdobij, posebno mesto v programu pa imajo dela slovenskih skladateljev.
Na svojih koncertih sodeluje z najvidnejšimi slovenskimi solisti kot so Hinko Haas, Janez Lotrič, Branko Robinšak, Irena Baar, Ana Pusar Jerič, Natalia Biorro, Marjan Trček, Darja Švajger, Vita Mavrič. Posebno vlogo pa imajo mladi glasbeni upi, tako celjske glasbene šole kot širšega slovenskega prostora: Jurij Hladnik, Marko Radonič, Eva Škrinjarič, Borut Zagoranski, Marko Zupan, Matjaž Rebolj, Klemen Bračko, Matjaž Stopinšek, Mojca Arnold, Mateja Urbanč, Vasilij Centrih, Maša Mareš, Barbara Komadina, Gregor Gubenšek in drugi. Pri izvedbi vokalnoinstrumentalnih del orkester sodeluje tudi z različnimi zbori.
Mladi glasbeniki so v času svojega delovanja snemali za arhiv RTV Slovenija ter posneli tudi pet zgoščenk.
Orkester pripravi letno okoli 20 koncertov. Vsako leto sodeluje tudi na vseh republiških revijah tovrstnih orkestrov kjer je vedno ocenjen z najboljšimi kritikami. Sodeluje na različnih prireditvah ter je gost različnih festivalov kot so Musica aeterna, Poletje v knežjem mestu, Hvarski poletni festival, Stonsko poletje itd.  Najpomembnejše gostovanje pa je vsekakor koncert na 52. Dubrovniškem poletnem festivalu kjer je orkester koncertiral v znamenitem atriju Knežjega dvorca 18. avgusta 2001.